# Robert de Ketton
Robert de Ketton (latín: Robertus Ketenensis; fl. 1141 - 1157) fue un clérigo y traductor de obras científicas y religiosas del árabe al latín. A pesar de que, como él mismo afirmaba, su principal interés era el estudio de obras matemáticas y astronómicas y se le atribuye una traducción ampliamente difundida de los Elementos de Euclides, es reconocido principalmente por haber sido el primer traductor del Corán al latín por encargo del abad de Cluny, Pedro el Venerable.
Durante algún tiempo se creyó que Robert de Ketton era la misma persona que Robert de Chester. No obstante, esta identificación ha sido refutada por los especialistas, quienes coinciden en que hay que considerarlos personas distintas.

## Datos biográficos
Se desconocen las fechas exactas de su nacimiento y de su  muerte. Probablemente fue originario de Ketton, condado de Rutland, Inglaterra, y desarrolló su actividad en el norte de la península ibérica a mediados del siglo XII. Aparece como arcediano de Pamplona a partir de 1143, y existen noticias de su carrera eclesiástica hasta 1157, cuando aparece como canónigo de Tudela.
La información de la actividad traductora de Robert de Ketton está relacionada con la de Herman de Carintia, pues mantenían un proyecto conjunto de estudio, como se deduce por las mutuas referencias en sus respectivas obras. Así, la primera mención documental de Robert aparece en 1140, en la traducción de Herman del Libro de la gran introducción al conocimiento de los astros (en árabe, Kitāb al-mudjal al-kabīr ʿalā ʿilm aḥkām an-nuğūm), del astrónomo persa Abu Ma'shar (787-886).
Se ha llegado a creer que Robert fue alumno en París de Thierry de Chartres, por dos razones: (1) porque Herman de Carintia identifica a Thierry como su maestro en su traducción del Planisphaerium de Claudio Ptolomeo y (2) porque el manuscrito más antiguo de la traducción hecha por Robert de Ketton de los Elementos de Euclides aparece en el Heptateuchon, editado por Thierry. De acuerdo con esta idea, Robert de Ketton habría conocido a Herman en París. No obstante, no hay evidencias explícitas que lleven a esta conclusión, aunque tampoco es posible descartar esta hipótesis del todo.
Es probable que la conexión de Robert de Ketton con la diócesis de Pamplona lo llevara a entrar en contacto con la biblioteca de los Banu Hud, antiguos emires de Zaragoza y de Tudela y mecenas de las artes y las ciencias, en donde podría haberse gestado su interés por la traducción de obras árabes al latín.

## Corpus Islamolatinum
En algún momento entre los años 1141 y 1143, Pedro el Venerable viajó a la península ibérica por invitación de Alfonso VII de León. En el transcurso de este viaje, Pedro el Venerable conoció a un grupo de traductores del árabe al latín, a quienes pagó por traducir un grupo de cinco textos islámicos, entre los que se encontraba el Corán. Este grupo estuvo integrado por Robert de Ketton, Herman de Carintia y un tercer traductor, Pedro de Toledo, de cuya existencia sólo sabemos por su participación en este proyecto.
Las traducciones resultantes de este trabajo (junto con una carta de Pedro el Venerable a Bernardo de Claraval y dos prefacios de Robert de Ketton que acompañan a esta colección de textos) fueron conocidas en algún tiempo como Collectio Toletana o Corpus Toletanum, de acuerdo con la idea de que se compusieron alrededor de la ciudad de Toledo. No obstante, al comprobarse que estas traducciones no estuvieron relacionadas con esa ciudad, han sido denominadas Corpus Islamolatinum. El corpus tuvo una amplia difusión en el occidente medieval como fuente de conocimiento acerca del islam.
El objetivo de Pedro el Venerable era tener un mejor conocimiento del islam para su proyecto de polémica antiislámica, que culminaría con su obra Libro contra la secta o la herejía de los sarracenos (Liber contra sectam sive haeresim Sarracenorum).
Según el manuscrito más antiguo del Corpus Islamolatinum (MS Arsenal, 1162), del siglo XII, los documentos que lo integran son:
- (fol. 1) Summa totius heresis ac diabolice secte Sarracenorum, 'Suma de todo lo concerniente a la herejía y secta diabólica de los sarracenos'.
- (fol. 3v) Epistola domni Petri abbatis ad domnum Bernardum, Clarevallis abbatem, de translatione sua, 'Carta de don Pedro, abad, a don Bernardo, abad de Claraval, acerca de su traducción'.
- (fol. 5) Fabule Sarracenorum, 'Cuentos de los sarracenos'.
- (fol. 11) De generatione Mahumet et nutritura ejus, 'Acerca de la concepción de Muhammad y su crianza'.
- (fol. 19) Doctrina Mahumet, 'Doctrina de Muhammad'.
- (fol. 26) Lex Mahumet, pseudo-prophete, que arabice Alchoran, id est collectio preceptorum, vocatur, 'Ley de Muhammad, falso profeta, que en árabe llaman Corán, es decir, Colección de Preceptos'.
- (fol. 140) Epistola Sarraceni ad christianum et rescriptum christiani ad Sarracenum, 'Carta de un sarraceno a un cristiano y respuesta del cristiano al sarraceno'.

La traducción del Corán de Robert ha sido ampliamente considerada como poco fiel y tergiversadora, aunque también se ha reconocido el esfuerzo del traductor por usar un método que busca incorporar en su traducción la explicación de pasajes que en el texto coránico resultan de difícil interpretación. La prueba más evidente de esto es el uso que hizo de las obras de exégesis coránica, el tafsir.

## Obra

### Traducciones
- Iudicia Alkindi Astrologi de Al-Kindi, libro sobre los juicios astrológicos de este autor, por encargo de Herman de Carintia.
- Corán, por encargo de Pedro el Venerable de Cluny, que éste incorporó al Corpus Islamolatinum.
- Chronica mendosa et ridicula Sarracenorum que acompañaba a su traducción del Coran con una carta de presentación a Pedro el Venerable, también incorporada al Corpus Islamolatinum.
- Dos revisiones de las tablas astronómicas de Azarquiel y de Al-Battani.